# Peter Amstutz
Peter Amstutz (* 1. September 1953 in Engelberg) ist ein Schweizer Maler und Grafiker.
Amstutz war bis 2018 Lehrer für Bildnerisches Gestalten an der Kantonsschule Musegg in Luzern. Als Künstler schuf er Ölmalereien, Zeichnungen, Objektkunst und Wandmalereien. 1983 wurde ihm eine Sonderausstellung im Kunstmuseum Luzern gewidmet. 1986 wurde er mit dem LNN-Förderpreis	ausgezeichnet.

## Ausstellungen (Auswahl)
- Weihnachtsausstellung der Innerschweizer Künstler. Sonderausstellung Peter Amstutz. Einzelausstellung im Kunstmuseum Luzern vom 12. Dezember 1982 bis 16. Januar 1983[3]
- Ausstellung in der Galerie Hofmatt, Sarnen, 1996[4]
- Kunst Koordinate 2004. 120 Künstler aus 10 Kantonen stellen aus. Gruppenausstellung in der Turbine Giswil vom 4. Juni 2004 bis 18. Juli 2004[5]
- Am Anfang ist Farbe. Gruppenausstellung mit Ferdinand Arnold, Mariapia Borgnini,[6] Davix, Nils Nova,[7] Carmen Perrin und Dieter Roth. Stiftung akku Emmenbrücke, vom 20. August 2010 bis 3. Oktober 2010[8]
- Peter Amstutz. Einzelausstellung in der Galerie Kriens. 6. bis 29. März 2015[9][10]